# Camponotus rapax
Camponotus rapax är en myrart som först beskrevs av Fabricius 1804.  Camponotus rapax ingår i släktet hästmyror, och familjen myror. Inga underarter finns listade.